# Fujita Shinya
Shinya Fujita (sinh ngày 7 tháng 1 năm 1980) là một cầu thủ bóng đá người Nhật Bản.

## Sự nghiệp câu lạc bộ
Shinya Fujita đã từng chơi cho Tokyo Verdy.